# Pfarrkirchen bei Bad Hall
Pfarrkirchen bei Bad Hall é um município da Áustria localizado no distrito de Steyr-Land, no estado de Alta Áustria.